# Kreuzjoch (Kitzbühelalperna)
Kreuzjoch är ett berg i Österrike.   Det ligger i Kitzbühelalperna i distriktet Schwaz och förbundslandet Tyrolen, i den västra delen av landet, 300 km väster om huvudstaden Wien. Toppen på Kreuzjoch är 2 558 meter över havet.
Terrängen runt Kreuzjoch är huvudsakligen bergig, men den allra närmaste omgivningen är kuperad. Närmaste större samhälle är Mayrhofen, 12,8 km sydväst om Kreuzjoch. 
Trakten runt Kreuzjoch består i huvudsak av gräsmarker. Runt Kreuzjoch är det ganska glesbefolkat, med 42 invånare per kvadratkilometer.